# Prales Nači
Prales Nači (japonsky: 那智原始林, Nači genširin) je panenský les ve středu pohoří Nači v katastru města Načikacuura v prefektuře Wakajama v Japonsku. Rozkládá se na východ od vodopádu Nači. Les patří ke svatyni Kumano Nači Taiša. 3. března 1928 byl označen za Národní přírodní památku (国の天然記念物, Kuni no tennenkinenbucu). 
Rozloha lesa činí přibližně 32,7 hektaru.
V červenci 2004 byl les spolu s dalšími památkami na poloostrově Kii zapsána na Seznam světového dědictví UNESCO pod názvem Posvátná místa a poutní stezky v pohoří Kii. 